# Chilly
Chilly (с англ. — «Холодный, чопорный») — западногерманская диско-группа, получившая наибольшую популярность в конце 1970-х годов.

## История
В 1978 году продюсер Бернт Мёрле (Bernt Möhrle) при участии аранжировщиков Кристиана Колоновица и Штэфана Клинкхаммера, известных по работе с такими звёздами, как Boney M., Eruption, Supermax, Silver Convention и другими, приступил к созданию нового рок-диско-проекта Chilly. Как утверждают создатели, это многозначное звучное имя родилось в ходе долгих «мозговых штурмов».
Квартет был сформирован по уже тогда популярной схеме 2x2: две белые клавиши — немцы Уте Вебер (Ute Weber) и Вернер Зюдхоф (Werner Südhoff), две чёрные — Андреа Линц (Andrea Linz) и Оскар Пирсон (Oscar Pearson). Группа фактически являлась студийным проектом, большая часть музыкантов и аранжировщиков которого работала на продюсера таких звёзд, как «Boney M.», Гилла, «Eruption» Фрэнка Фариана. Мужской вокал за кадром исполнял Брэд Хауэлл (который больше известен как закулисный голос Milli Vanilli). Он же был автором некоторых песен Chilly.
Чтобы не слишком рисковать на старте, Бернт взял за основу популярную в 1965 году, но подзабытую битовую композицию Грэма Гоулдмана For Your Love, впервые исполненную группой The Yardbirds. Разогнав до классических тогда 120 диско-ударов в минуту и добавив немного роковой жёсткости, Мёрле и аранжировщик «Boney M.» Штефан Клинкхаммер создают беспроигрышный хит. Пилотный сингл был записан на студии Europa Sound в Фридрихсдорфе но вскоре, неожиданно для создателей, на запись обратила внимание Polydor Records, и предложила заключить контракт на сотрудничество со своим западногерманским филиалом. Выходит первый альбом по названию заглавной композиции For Your Love.
В 1979 году, из-за споров и разногласий, Бернт меняет вокалистку Андреа Линц на камерунку Софию Эианго (Sofia Ejango). В новом составе группа готовится покорять США и записывает альбом Come To L.A. Он снова включал в себя хиты 1960-х годов: Sunshine of Your Love группы Cream, Layla Эрика Клэптона, и Friday on My Mind австралийской рок-группы The Easybeats. Синглами же с этого альбома стали заглавная Come To L.A., Get Up And Move и Springtime. К слову сказать, годом ранее Бернт решил покорить и японский рынок, но создал для этой цели отдельный проект «Cosmic Gal», главной вокалисткой которого также была Уте Вебер. Трек «Moon Dream» (1979), выпущенный от имени «Cosmic Gal», является инструментальной версией композиции «Dance With Me» (1978) группы Chilly. Вторым участником «Cosmic Gal» была Ясмин Элизабет Веттер из диско-трио «Arabesque», а техническую поддержку при записи их синглов и альбома обеспечили тогдашний клавишник «Арабесок» Мишель Крету, известный ещё по работе в студийной команде Фрэнка Фариана, и автор их песен Жан Франкфуртер.
Вышедший в 1980 году альбом Showbiz стал вершиной карьеры группы «Chilly». Синглы Come Let’s Go и We are the pop kings — самые известные песни квартета в бывшем СССР, ставшие их визитной карточкой. При записи второй композиции использовалось множество новаторских звукорежиссёрских приемов, поскольку с группой продолжил работать молодой специалист по электронным музыкальным технологиям румын Мишель Крету, будущий муж певицы Сандры (также известной по работе в диско-трио Arabesque) и создатель проекта Enigma.
В следующем году группу покинул Вернер Зюдхоф, в сложных условиях Бернт издаёт диск-сборник Johnny Loves Jenny, составленный из хитов прошлых лет и не вошедших в альбомы синглов Johnny Loves Jenny и Brainstorming. Следующим альбомом стал Secret Lies в 1982 году. Лучшими песнями отмечены Secret Lies и Rosi Rice, Simply A Love Song и Dimention 5.
Популярность группы идёт на спад, и Polydor Records в 1983 году не продлевает контракт с Бернтом Мёрле и Chilly. Продюсер делает последнюю попытку возродить былую славу и заключает контракт с Hansa Records, выпустив синглы Goo, Goo, Eyes и Love On The Rebound. Эти синглы, сольный сингл Брэда Хауэлла 1984 года, а также неизданные студийные записи и техно-ремикс самого известного хита группы For Your Love составили альбом Devil’s Dance, распространяющийся с 2000 года самим Бернтом Мёрле в виде CD-R. В 2011 году немецкое подразделение медиагиганта Universal Music, завладевшее каталогом Polydor после поглощения, выпустило официальный CD-сборник лучших композиций проекта Chilly. Ранее записи Chilly были доступны на CD лишь в виде пиратских копий, перезаписанных с винила.
Согласно информации ряда немецких СМИ, судьба двоих членов коллектива сложилась трагически: темнокожая бэк-вокалистка София Эйанго, после Chilly работавшая в парикмахерской во Франкфурте, в 1997 году умерла, предположительно от наркотиков и алкоголя. У неё остались две дочери. Вернер Зюдхоф в 2005 году планировал возвращение с новым составом Chilly, но этот проект был приостановлен в судебном порядке. 6 июля 2008 года он повесился у себя на балконе; соседи обнаружили его тело лишь через несколько дней. Солистка квартета Уте Вебер после ряда других музыкальных проектов работала преподавателем пения. С 2006 года она ведёт уединённый образ жизни.
В настоящее время группа Chilly выступает в обновлённом составе, в котором из первоначального формирования остался танцор Оскар Пирсон.

## Дискография

### Студийные альбомы и компиляции
- 1978 — For Your Love

A
1. For Your Love And For Love Suite (B. Möhrle)
2. Better Stop (B. Möhrle)

B
1. Dance With Me (B. Möhrle)
2. C’mon Baby (B. Möhrle)
3. Key Of Love (B. Möhrle)
4. Sensation (B. Möhrle)
5. Love Love Love (B. Möhrle)

- 1979 — Come to L.A.

A
1. Sunshine Of Your Love (J. Bruce — E. Clapton — G. Baker)
2. Heartattack In My Cadillac (B. Möhrle)
3. Sacrifice (B. Möhrle)
4. Come To L.A. (B. Howell)

B
1. Get Up And Move (B. Möhrle)
2. Layla (E. Clapton)
3. Springtime (B. Möhrle)
4. Friday In My Mind (B. Möhrle)
5. Have Some Fun Tonight (B. Möhrle)

- 1980 — Showbiz

A
1. There’s No Business Like Showbusiness (B. Möhrle)
2. Showbiz (B. Möhrle)
3. Taxman (G. Harrison)
4. Come Let’s Go (B. Möhrle)
5. The Race (B. Möhrle)
6. Thank You (B. Möhrle)

B
1. Days (B. Möhrle)
2. I Hear You Knocking (B. Möhrle)
3. Gotta Move On (B. Möhrle)
4. When The Lights Go Down (B. Möhrle)
5. Rock’n Roll Sally (B. Möhrle)
6. Two Wrongs Don’t Make A Right (B. Möhrle)

- 1981 — Johnny Loves Jenny

A
1. Johnny Loves Jenny (B. Logo, B. Möhrle, Ch. Kolonovits, P. Unwin)
2. We are the pop kings in town (B. Möhrle, D. Prenchipe)
3. Better Stop (C. Fischer, B. Möhrle)
4. For Your Love (G. Gouldman)

B
1. The Race (B. Möhrle, Ch. Kolonovits, P. Unwin)
2. Come Let’s Go (B. Möhrle, P. Unwin)
3. Brainstorming (B. Möhrle, Ch. Kolonovits)
4. Come To L.A. (B. Möhrle*, Brad Howell)
5. Rock’n Roll Sally (B. Howell, D. Prenchipe)
6. Thank You (Ch. Kolonovits, J. Daansen)

- 1982 — Secret Lies

A
1. Dimension 5 (B. Möhrle)
2. Secret Lies (B. Möhrle)
3. Ten Million Dollar Baby (B. Möhrle)
4. Brain Storming (B. Möhrle)
5. Doll Queen (B. Möhrle)
6. Stars (B. Möhrle)

B
1. Simply A Love Song (B. Möhrle)
2. Play Me A Classic Symphony (B. Möhrle)
3. The Sun Ain’t Gonna Shine Anymore (B. Möhrle)
4. Runaround (B. Möhrle)
5. Energy (B. Möhrle)
6. Hide (B. Möhrle)

- 2000 — Devil’s Dance

A
1. For Your Love (Techno) (B. Möhrle)
2. One Moment One Second (B. Möhrle)
3. Peep Peep (B. Möhrle)
4. Love On The Rebound (B. Möhrle)
5. Portable Movement (B. Möhrle)
6. Soulflashback (B. Möhrle)
7. Goo Goo Eyes (B. Möhrle)
8. Jambo Africa (B. Möhrle)
9. Man From The East (B. Möhrle)
10. Cant We Talk It Over (B. Möhrle)
11. Devil’s Dance (B. Möhrle)
12. Johnny Loves Jenny (B. Möhrle)
13. Rosi Rice (B. Möhrle)

### Синглы
1. For Your Love / C’mon Baby 1978
2. Come To L.A. / Get Up And Move 1979
3. Johnny Loves Jenny / Brainstorming 1979
4. We Are The Popkings / Have Some Fun Tonight 1979
5. Come Let’s Go / Springtime 1980
6. Simply A Love Song / Dimension 5 1981
7. Secret Lies / Rosi Rice 1982
8. Goo, Goo, Eyes / Love On The Rebound 1983